# إيريكا بيدريتي
إيريكا بيدريتي (بالإيطالية: Erica Pedretti)‏ (و. 1930  م) هي رسامة، وكاتِبة سويسرية، شاركت في جائزة إنجبورج باخمان 1978 ‏، وجائزة إنجبورج باخمان 1984 ‏.

## جوائز
حصلت على جوائز منها:
- الجائزة الأدبية السويسرية [الإنجليزية]‏ (2013)
- جائزة ماري لويز كاشنيتز [الإنجليزية]‏ (1996)
- جائزة إنجبورج باخمان [الإنجليزية]‏ (1984)
- جائزة فيلنيكا [الإنجليزية]‏.

## روابط خارجية
- إيريكا بيدريتي على موقع IMDb (الإنجليزية)
- إيريكا بيدريتي على موقع مونزينجر (الألمانية)